# Mailand–Sanremo 1953
Mailand–Sanremo 1953 war die 44. Austragung von Mailand–Sanremo, einem Eintagesrennen im Berufsradsport. Es wurde am 19. März 1953 über eine Distanz von 288 km ausgetragen. Sieger wurde wie im Vorjahr Loretto Petrucci aus Italien.

## Rennverlauf
Ein großes Feld von 215 Fahrern stand bei warmen Temperaturen und ruhigem Wetter am Start des traditionsreichen Rennens am Anfang der Saison im Radsport. Bereits nach 12 Kilometern formierte sich eine erste Fluchtgruppe, die nach 30 Kilometern auf elf Fahrer anwuchs, darunter auch Mitfavorit Hugo Koblet. Andere Favoriten wie Gino Bartali und Fausto Coppi sorgten mit ihren Helfern nach 120 Kilometern für den Anschluss. Weitere Angriffe mehrerer Fahrer folgten, keiner konnte sich jedoch entscheidend absetzen. Am Capo Berta gelang dann Minardi gemeinsam mit Derycke der entscheidende Angriff. Petrucci, Impanis und Defilippis konnten kurz danach noch folgen und erreichten die beiden Führenden. Wenige Kilometer vor dem Ziel konnte auch Ollivier noch nach vorn fahren. Das Feld mit allen Favoriten lag zu diesem Zeitpunkt bereits mehr als zwei Minuten zurück. Petrucci gewann den Endsprint aus der Gruppe knapp mit einer halben Radlänge.

## Ergebnis
| Rang | Fahrer           | Team            | Zeit      |
| ---- | ---------------- | --------------- | --------- |
| 1    | Loretto Petrucci | Bianchi-Pirelli | 6:59:20 h |
| 2    | Giuseppe Minardi | Legnano         | 6:59:20 h |
| 3    | Valère Ollivier  | Thompson        | 6:59:20 h |
| 4    | Germain Derycke  | Welter          | 6:59:20 h |
| 5    | Nino Defilippis  | Legnano         | 6:59:20 h |
| 6    | Raymond Impanis  | Garin           | 6:59:20 h |